# Dietrich Boekle

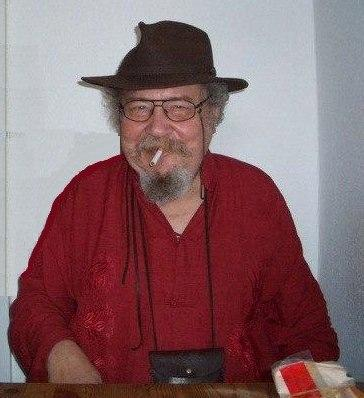
Dietrich Boekle um 2010

Dietrich Boekle (* 27. März 1936 in Tübingen; † 25. März 2014 in Reutlingen) war ein deutscher Komponist und Maler.

## Leben
Boekle erhielt im Alter von elf Jahren seinen ersten Klavierunterricht bei Dolly von Sauer, der Tochter des Liszt-Schülers Emil von Sauer. Ab 1950 nahm er Klavierunterricht bei Hilde Esslinger. Es folgten eine Begegnung mit dem Brahms-Kenner Fellinger und Besuche im Atelier des Tübinger Bildhauers Ugge Bärtle. 1956 bekam er Unterricht bei Eugen Frosch und trat in die Meisterklasse von Walter Rehberg an der Musikhochschule Karlsruhe ein. Von 1957 bis 1959 konzertierte er in Karlsruhe. Nach Rehbergs Tod setzte Boekle sein Klavierstudium bei W. Wolf in München, Salzburg und Hannover fort. An der Musikhochschule Hannover kam es zu einer für ihn wichtigen Begegnung mit dem Komponisten Alfred Koerppen. 
1960 setzte er das Klavierstudium an der Musikhochschule Karlsruhe bei Valentin Rybing fort und schloss dieses 1961 mit dem Konzertexamen ab. Konzerte im Ausland u. a. eine Aufführung des Klavier-Konzerts Es-Dur KV 271 von Wolfgang Amadeus Mozart im Theater in Funchal auf Madeira beim Festival de musica. 1962 folgten Rundfunkaufnahmen und 1964 ein Lehrauftrag an der Akademie für Tonkunst in Darmstadt. 1965 folgte zusammen mit Angelika Nebel die Uraufführung und Funkaufnahme der 5 Sätze für 2 Klaviere von Mathias Spahlinger. In diese Zeit fielen auch seine letzten Auftritte als Pianist. Boekle nahm Kompositionsunterricht bei Konrad Lechner und konzentrierte sich immer stärker auf das Komponieren. 1970 lernte er in Darmstadt den Dirigenten und Komponisten Bruno Maderna kennen und arbeitete mit ihm zusammen. 
1968 begann er mit der Komposition Aítion für großes Orchester, die 1970 vermittelt durch den norwegischen Komponisten Finn Mortensen vom Philharmonischen Orchester in Oslo uraufgeführt wurde. 1971 entstand In den Zeiten der Schwäche, ein mixed-media-Stück mit Diaprojektionen, drei Schlagzeugen, einer Jazzformation, Klängen vom Band auf einen Text von Brecht, das in Darmstadt und Stuttgart aufgeführt wurde. In den folgenden Jahren erweiterte Boekle seine Tätigkeit an der Akademie für Tonkunst durch Vorlesungen über zeitgenössische Musik. 1973 Mitwirkung an der szenischen Kantate Streik bei Mannesmann, einem Projekt des vds und des DGB unter der künstlerischen Leitung von Hans Werner Henze, das im selben Jahr am Theater des Berliner Ensembles am Schiffbauerdamm uraufgeführt wurde und 1974 während der Ruhrfestspiele in Recklinghausen die westdeutsche Erstaufführung erlebte.
Ab 1978 entwickelte sich eine Freundschaft und künstlerische Zusammenarbeit mit dem Halleschen Komponisten und Dirigenten Hans-Jürgen Wenzel. Im Zuge dieser Zusammenarbeit unterrichtete Boekle an der Komponistenklasse Halle, die von Wenzel 1976 gegründet worden war. Eine seiner Schülerinnen war die Komponistin Annette Schlünz.
Er erhielt einen Auftrag der Halleschen Philharmonie (heute Staatskapelle Halle) für das Concerto für großes Orchester, das 1982 in Halle unter Hans-Jürgen Wenzel uraufgeführt wurde. Am Schauspielhaus Berlin wurde das Concerto 1989 in der zweiten Fassung wieder von der Halleschen Philharmonie unter Leitung des Chefdirigenten Olaf Koch erneut aufgeführt.
Boekle pflegte intensive künstlerische Kontakte auch zu jüngeren Kollegen. Für die Komponisten Volker Blumenthaler und Cord Meijering galt er als ein wichtiger Anreger. Über viele Jahre arbeitete er mit dem Ensemble Phorminx künstlerisch zusammen.
1992 kehrte Dietrich Boekle nach Tübingen zurück. Nach mehreren Reisen, die ihn nach Kuba, Griechenland und Marokko führten, begann er ein Kunststudium, erst an der Kolpingschule Stuttgart, dann an der Freien Kunstschule Stuttgart. Im Mai 2001 hatte er unter dem Motto Felder, Spuren, Zeichen eine Ausstellung im Sudhaus (Tübingen) mit Malerei, Collagen und Zeichnungen aus der Zeit von 1992 bis 2001. 2011 zog er nach Zalavár in Ungarn. 2013 verlegte er seinen Wohnsitz aus gesundheitlichen Gründen nach Reutlingen.
Dietrich Boekle starb dort am 25. März 2014.

## Werke

### Kammermusik
- Vokal
  - Chile-Kantate (1974)
  - Zyklus für Sopran und Ensemble nach Erich Fried (1979)
- Instrumental
  - Palimpsest für fünf Celli (1982)
  - Aristeas für Flöte und Gitarre (1986)
  - Cento 1 für Flöte und Klarinette (1992)

### Orchesterwerke
- Aítion (1970)
- Concerto (1982/1989)

### Multimediawerke
- In den Zeiten der Schwäche (1971)